# Cmentarz żydowski w Trzebnicy
Cmentarz żydowski w Trzebnicy – kirkut mieści się przy szosie do Obornik Śląskich. Powstał w 1827 roku. Ma powierzchnię 0,2 ha. Teren nekropolii został zdewastowany przez nazistów w czasie Kryształowej nocy. Zachowały się tylko fragmenty rozbitych macew. Po zakończeniu II wojny światowej obiekt został zaniedbany. 
Na jednym ze stoków pagórka została postawiona tablica informacyjna, która zawiera dane oraz zdjęcia, które przedstawiają jak kiedyś wyglądał kirkut.